# Борувно (Нижньосілезьке воєводство)
Борувно (пол. Borówno) — село в Польщі, у гміні Чарний Бур Валбжиського повіту Нижньосілезького воєводства.
Населення — 483 особи (2011).
У 1975-1998 роках село належало до Валбжиського воєводства.

## Демографія
Демографічна структура станом на 31 березня 2011 року:
|          | Загалом | Допрацездатний вік | Працездатний вік | Постпрацездатний вік |
| -------- | ------- | ------------------ | ---------------- | -------------------- |
| Чоловіки | 233     | 52                 | 158              | 23                   |
| Жінки    | 250     | 53                 | 147              | 50                   |
| Разом    | 483     | 105                | 305              | 73                   |

## Галерея

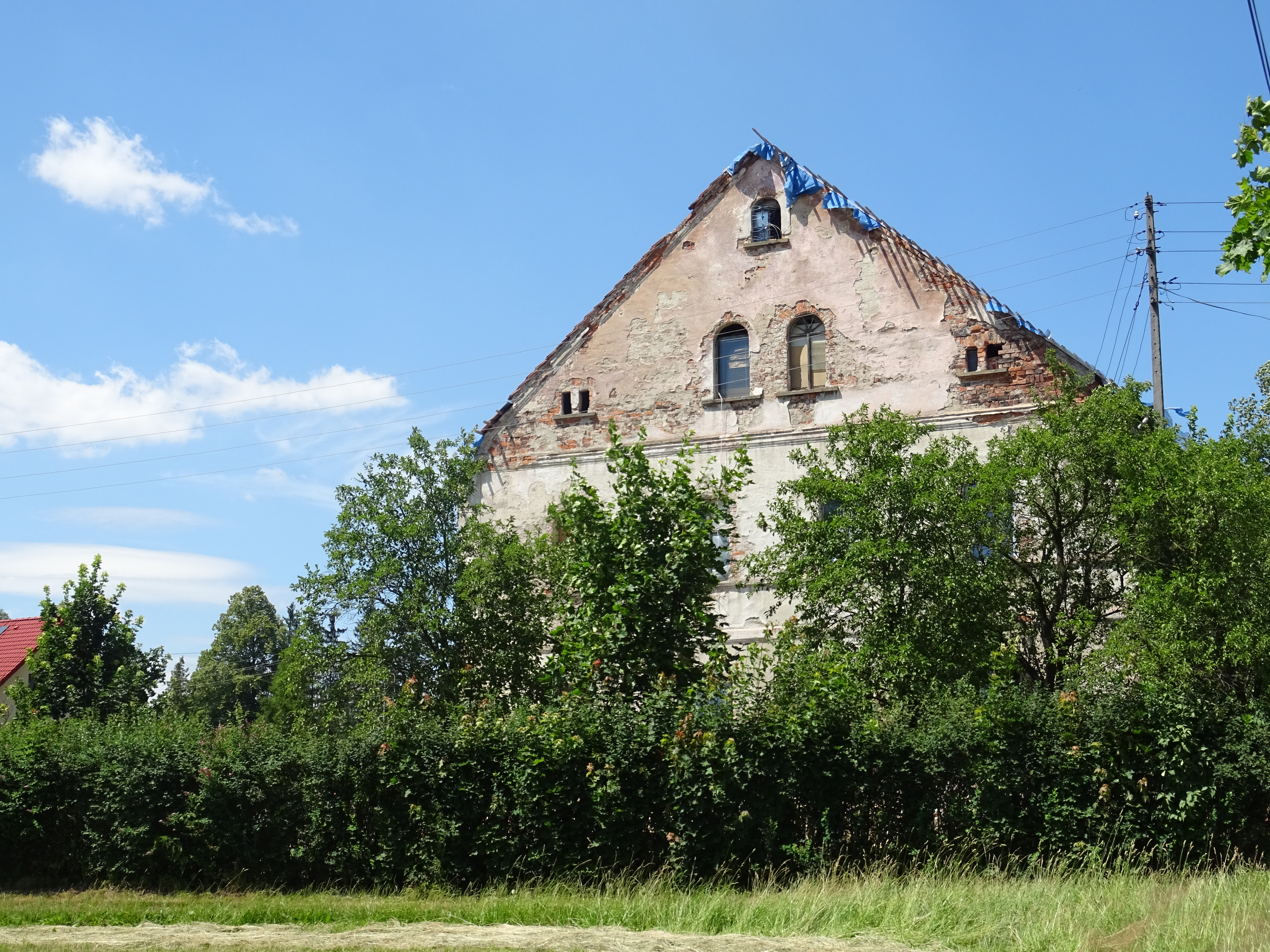
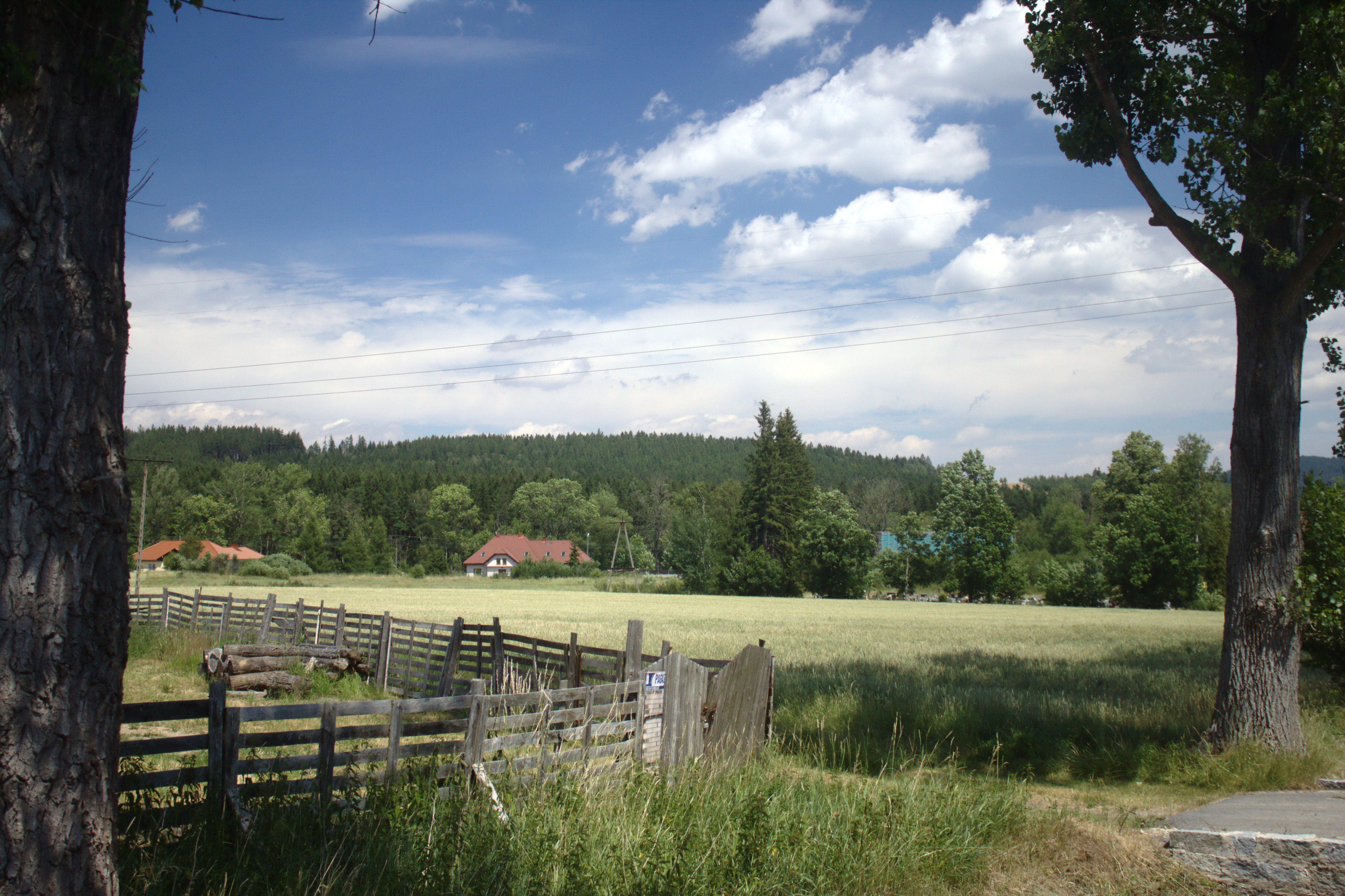
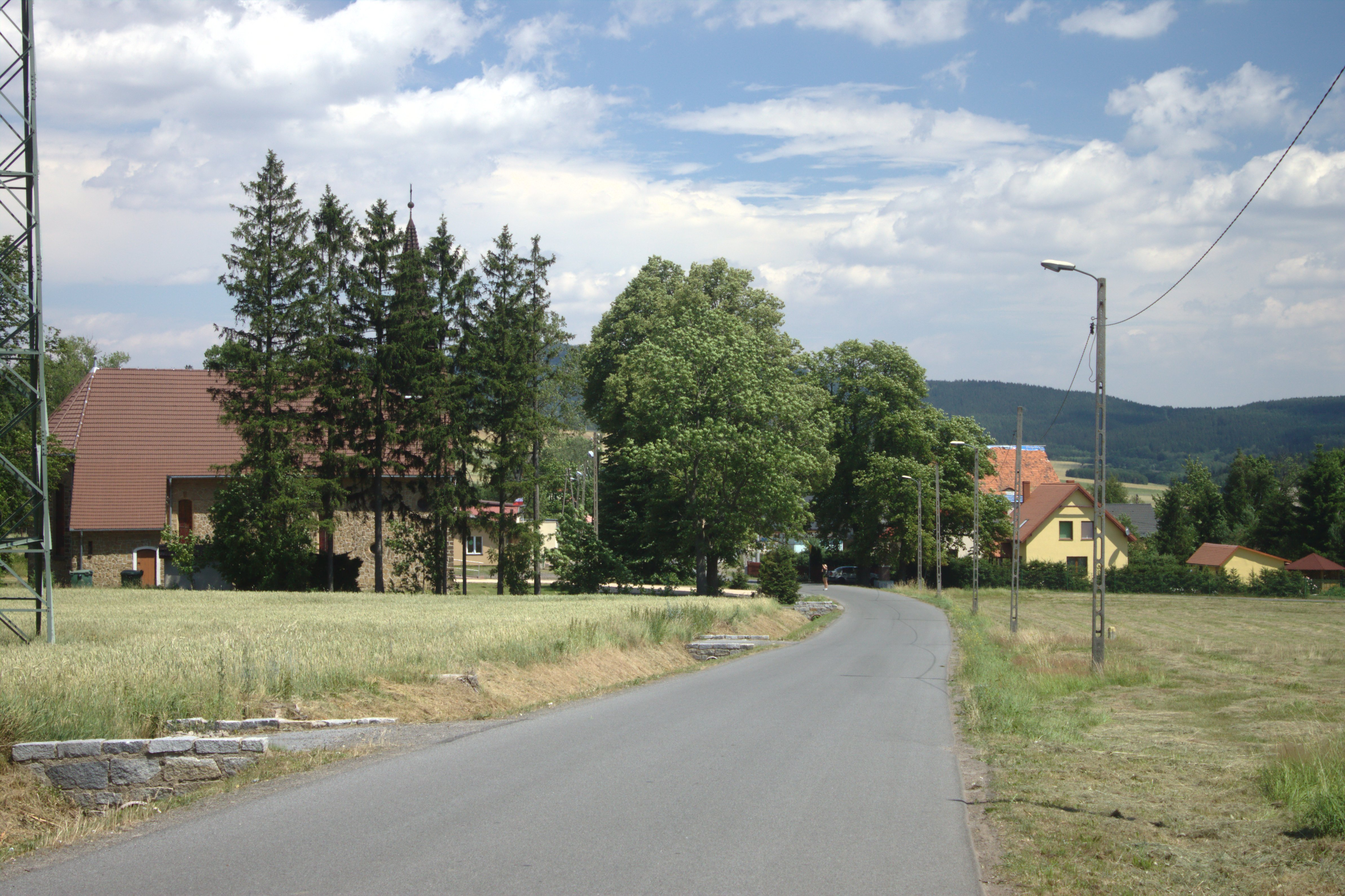
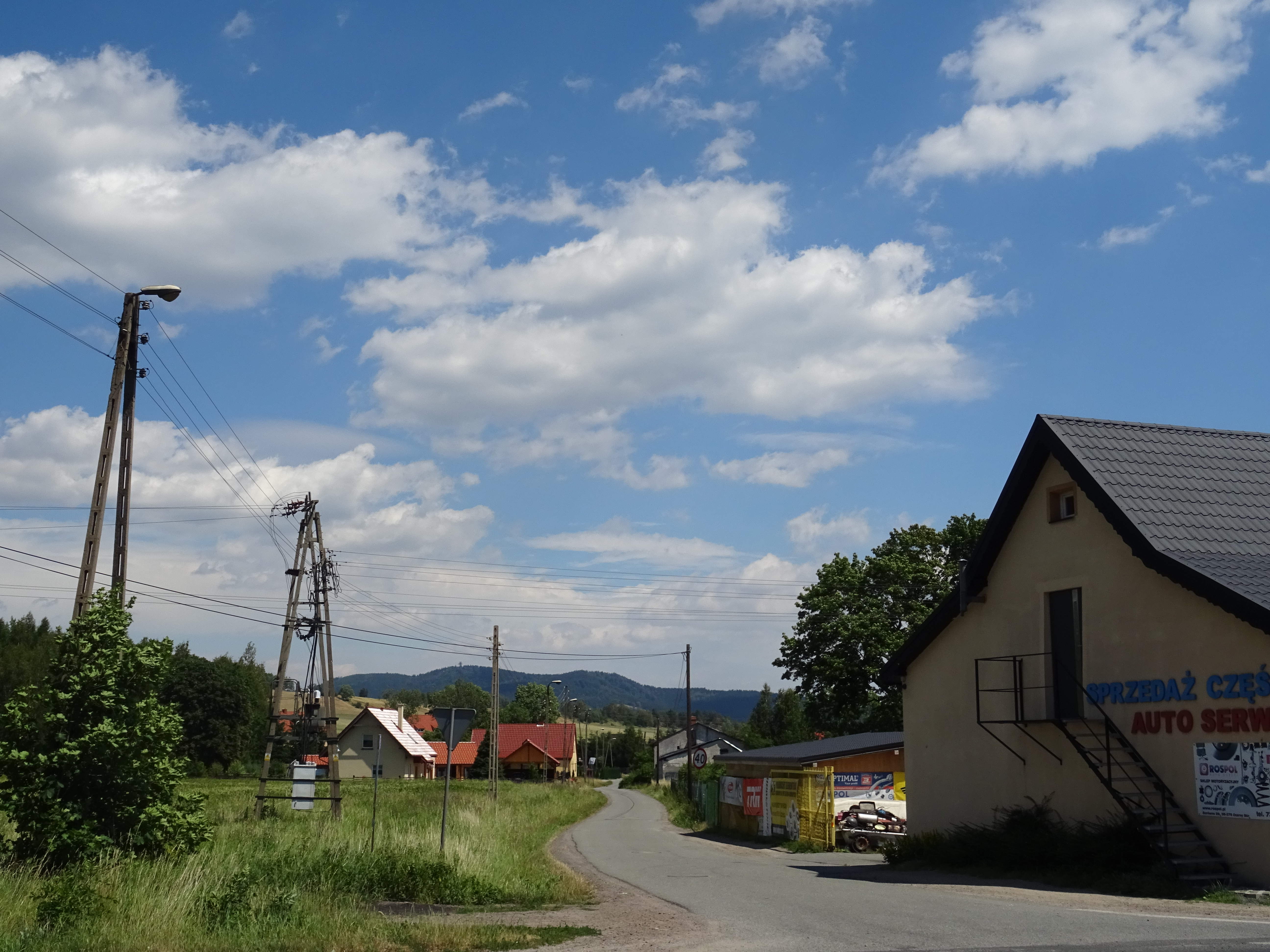